# Enercon E-126
L'aerogeneratore Enercon E-126 è il più grosso e potente modello di turbina a vento prodotto nel mondo fino al 2009. Viene costruito dal produttore tedesco Enercon. Con la gondola del generatore a 135 m di altezza, un diametro del rotore di 126 m e un'altezza totale di 198 m, questo mastodontico modello può generare fino a 7 MW di potenza per turbina. La capacità venne aumentata da 6 MW a 7 MW dopo alcuni aggiornamenti tecnici nel 2009..
Attualmente Enercon mira ad aumentare ulteriormente la capacità massima fino a 7.5 MW, secondo quanto si afferma nel Enercon Magazine.

## Storia

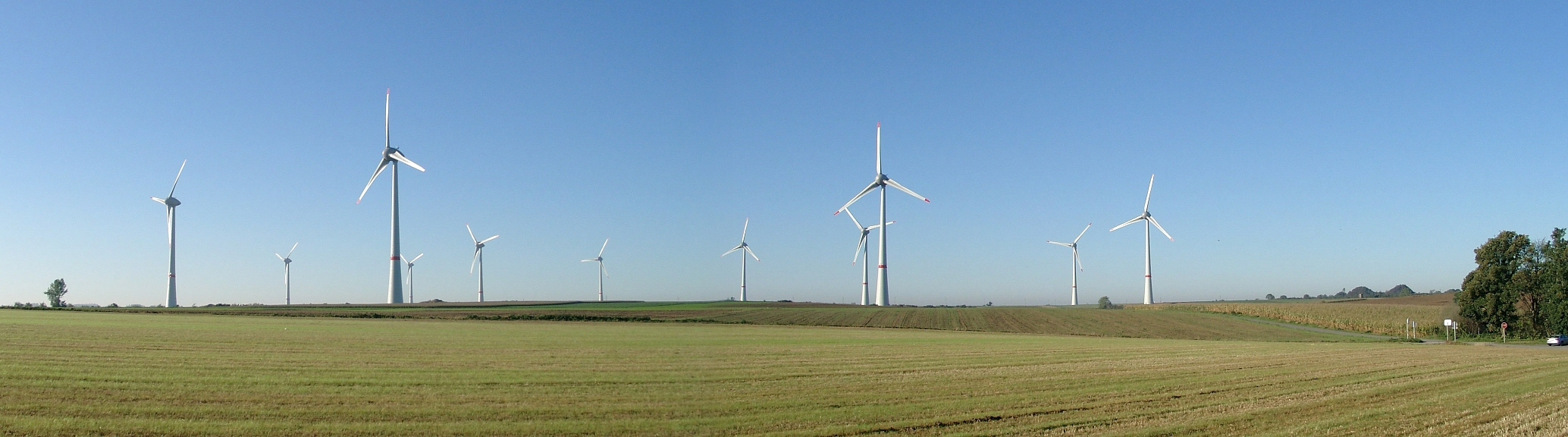
Parco eolico di Estinnes, Belgio, con 11 aerogeneratori E-126 (2010)

### Prototipo
Il primo aerogeneratore di questo modello è stato installato ad Emden in Germania nel 2007. Fino al dicembre del 2009 sono state installate un totale di tredici turbine di questo modello, la maggior parte in Germania. Il maggiore parco eolico che utilizzerà questo modello di turbine è in costruzione nel comune di Estinnes in Belgio.

### Progetto Markbygden Wind Farm
Attualmente in Svezia è in progettazione il maggiore parco eolico al mondo, la Markbygden Wind Farm, che si pensa possa consistere di 1.100 turbine E-126 che copriranno circa 500 km², producendo una potenza elettrica media di 8000 MW. Questi aerogeneratori verranno collocati nella regione del nord della Svezia e dovrebbero consistere principalmente di turbine Enercon E-126 da 7,58 MW nominali ciascuna e di turbine Enercon E-101 da 3,05 MW.

### Progetto Wind Farm Noordoostpolder
Nel frattempo il governo olandese ha dato la sua approvazione definitiva il 6 gennaio 2011 per il parco eolico Noordoostpolder, parte del quale è costituito da 38 turbine E-126.

### Progetto Wind Farm "Le Mont des 4 Faux"
In Francia è in attesa di approvazione il parco eolico 'Le Mont des 4 Faux', composto da 47 turbine E-126. Il parco eolico è situato tra Juniville e Machault, sul lato sud delle Ardenne francesi, nei pressi di Reims.